# 柯瑞·巴斯特
柯瑞·巴斯特（Cory Baxter）是迪士尼公司“天才魔女”以及“柯瑞當家”两部美国儿童电视剧中的一個虚構角色。

## 簡介
柯瑞由凱爾·梅西（Kyle Massey）扮演。剧中的柯瑞仅有13岁左右，但是理财能手，他所拥有的财富甚至比他父母所拥有的财富还多。另外，他有很强的音乐才能——热衷于打鼓。

## 链接
- 柯瑞當家
- 天才魔女